# Kalanchoe rosei
Kalanchoe rosei ist eine Pflanzenart der Gattung Kalanchoe in der Familie der Dickblattgewächse (Crassulaceae).

## Beschreibung

### Vegetative Merkmale
Kalanchoe rosei ist eine ausdauernde bis zweijährige, vollständig kahle Pflanze, die Wuchshöhen von bis zu 1,8 Meter erreicht. Ihre einfachen, aufrechten Triebe sind bräunlich grün. Die polymorphen, graugrünen bis blassrötlichen, leicht gefleckten Laubblätter sind gestielt. Der Blattstiel ist 2 bis 16 Millimeter lang. Ihre dicke, meist lanzettliche bis länglich lanzettliche oder linealisch-lanzettliche, gefiederte, speerförmig-dreilappige Blattspreite ist 6 bis 17 Zentimeter lang und 0,5 bis 1,5 Zentimeter breit. Ihre Spitze ist zugespitzt, die Basis keilförmig. Der Blattrand ist unregelmäßig gebuchtet-gesägt und trägt Brutknospen.

### Generative Merkmale
Der Blütenstand besteht aus lockeren Rispen und wird 15 bis 30 Zentimeter lang. Die hängenden Blüten stehen an schlanken, 15 bis 25 Millimeter langen Blütenstielen. Der halb stängelumfassende Kelch ist rosafarben, die Kelchröhre 10 bis 12 Millimeter lang. Die dreieckigen Kelchzipfel weisen eine Länge von 5 bis 6 Millimeter auf und sind ebenso breit. Die röhrenförmige Blütenkrone ist tiefrosafarben und gelb getönt. Die leicht vierkantige Kronröhre ist 24 bis 30 Millimeter lang. Ihre eiförmig bis lanzettlichen, stumpfen Kronzipfel weisen eine Länge von 5 bis 6 Millimeter auf und sind ebenso breit. Die Staubblätter sind unterhalb der Mitte der Kronröhre angeheftet und ragen aus der Blüte heraus. Die eiförmigen, gelben Staubbeutel sind etwa 2 Millimeter lang. Die länglichen, ausgerandeten Nektarschüppchen weisen eine Länge von etwa 1,6 Millimeter auf und sind 1 Millimeter breit. Das eiförmige Fruchtblatt weist eine Länge von 6 bis 7 Millimeter auf. Der Griffel ist etwa 0,6 Millimeter lang.

## Systematik und Verbreitung
Kalanchoe rosei ist auf Madagaskar auf feuchten Felsen verbreitet.
Die Erstbeschreibung durch Raymond-Hamet und Henri Perrier de La Bâthie wurde 1914 veröffentlicht.

## Nachweise